# Ghaẕanfarkhānī
Ghaẕanfarkhānī (persiska: غضنفرخانی, اسلام آباد) är en ort i Iran.   Den ligger i provinsen Kohgiluyeh och Buyer Ahmad, i den centrala delen av landet, 600 km söder om huvudstaden Teheran. Ghaẕanfarkhānī ligger 2 344 meter över havet och antalet invånare är 170.
Terrängen runt Ghaẕanfarkhānī är kuperad. Runt Ghaẕanfarkhānī är det ganska glesbefolkat, med 28 invånare per kvadratkilometer. Ghaẕanfarkhānī är det största samhället i trakten. Omgivningarna runt Ghaẕanfarkhānī är i huvudsak ett öppet busklandskap.